# 纖維強化混凝土
纖維強化混凝土(Fiber-reinforced concrete，簡稱FRC) 是含有特殊材料的一種混凝土，在混凝土中參雜纖維可以增加混凝土的結構完整性。
裡面所添加的纖維包括鋼纖維、玻璃纖維、合成纖維和天然纖維 ，每种添加纖維都會赋予混凝土不同的特性。 此外除了纖維的材料，纖維的材料、纖維分佈與方向與纖維本身的密度都會影響纖維強化混凝土的材料特性。 

## 優點
使用玻璃纖維混凝土優點：
- 使用較低的成本提高混凝土強度。
- 與鋼筋混凝土不同，玻璃纖維混凝土在所有方向上抗拉强度都有顯著上升。（鋼筋混凝土止針對特定方向提升抗拉強度）
- 具有特殊外觀，可用於裝潢。

添加聚丙烯和尼龙纖維優點：
- 提高混合凝聚力，提高混凝土的運送距離（一般預拌混凝土從工廠製造有時效性，加入聚合物纖維可以延長時間）
- 提高抗凍能力
- 提高抵抗爆炸時飛粒噴發性（降低人被飛粒噴傷的風險）
- 提高抗冲擊性和耐磨性
- 提高凝固過程中對塑料收缩的抵抗力
- 提高结構强度
- 減少鋼筋需求（減少成本）
- 提高延展性
- 減少混凝土內裂缝寬度，進而提高耐久性

鋼纖維優點：
- 提高结構强度
- 提高抗凍能力
- 提高抗冲擊性和耐磨性
- 減少鋼筋需求（減少成本）
- 減少混凝土內裂缝寬度，進而提高耐久性

添加天然纖維或天然顆粒優點：  （註：也可同時添加）
- 提高延展性
- 控制裂缝大小
- 減少材料對地球環境的負面影響
- 減少結構物自身重量
- LC（以植物為基底的材料）纖維和顆粒可在水泥破壞後降解，對地球環境較環保[6] [7]

建筑项目中经常使用鋼纖維和聚合物纖維的混合物，以结合两种产品的优点：鋼纖維提供的结構改进以及聚合物纖維提供的抗爆炸剥落和塑性收缩改进。
在某些特定情况下，鋼纖維或粗合成纖維可以完全取代鋼筋混凝土中的传统鋼筋（“鋼筋”）。这在工业地板中最为常见，但在其他一些预制应用中也常见。通常，通過实验室测试来证实这些，以确认满足性能要求。应注意确保满足当地的设计规范要求，这些要求可能会规定混凝土中鋼筋的最低用量。越来越多的隧道项目采用仅用鋼纖維加固的预制衬砌管片。
微型鋼筋最近也经過了测试和批准，可以替代按照 ACI 318 第 14 章设计的垂直墙体中的传统鋼筋